# Anna Held

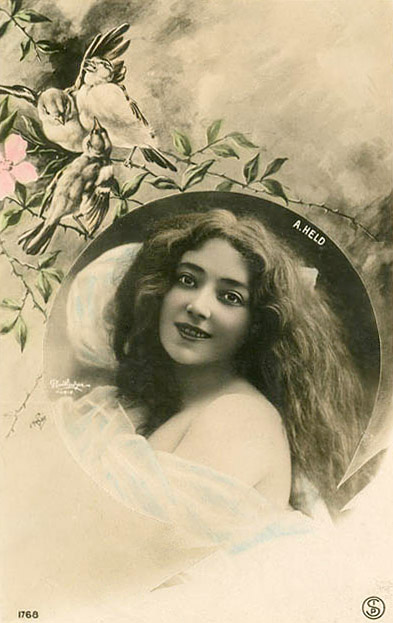
Anna Held, Aufnahme von Reutlinger

Anna Held (* 8. März 1873 in Warschau; † 2. August oder 12. August 1918 in New York City) war eine Schauspielerin. Von 1896 bis 1910 war sie eine der berühmtesten Hauptdarstellerinnen am Broadway, die in einer Reihe von Musicals als charmante, kokette Pariser Sängerin und Komödiantin auftrat. Abseits der Bühne steigerte das Held zugeschriebene, doch teils aus Werbezwecken bloß erfundene, exzentrische Verhalten Bekanntheit und Marktwert der Künstlerin. Sie besaß eine hohe Anziehungskraft auf das Publikum und mehrere ihrer Shows führten zu Besucherrekorden. Ihr ungehemmter Stil inspirierte auch seit langem laufende Revuen.

## Leben
Anna Held wurde als Tochter einer Französin und eines jüdischen Deutschen in Warschau geboren, möglicherweise fünf bis acht Jahre vor ihrem offiziell verbreiteten Geburtsdatum im März 1873. Als Polen 1881 von antisemitischen Pogromen betroffen war, floh die Familie nach Paris. Dort mussten Anna Held und ihre Mutter zum Unterhalt der Familie beitragen, als der Vater gesundheitliche Probleme bekam. Anna Held arbeitete zeitweise als Straßensängerin.
Nach dem Tod ihres Vaters im Jahr 1884 zog Anna Held mit ihrer Mutter zu Verwandten nach London. Dort begann sie ihre Bühnenlaufbahn als Schauspielerin in den Theatern von Avram Goldfaden und Jacob P. Adler. Nach Paris zurückgekehrt, wurde sie als Chanteuse in Cafés bekannt. Angewohnheiten wie das Reiten im Herrensitz sowie Fahrrad- und Autofahren steigerten ihren Bekanntheitsgrad.
Um 1895 heiratete sie den Spieler Maximo Carrera. Diese Eheschließung diente einerseits der Legitimation ihrer Tochter Liane († 1988), die sie nicht selbst aufzog, andererseits erlaubte sie ihr, zum Katholizismus zu konvertieren und damit ihre jüdische Herkunft zu verbergen. 1896 trat sie unter anderem in der Londoner Palace Music Hall auf. Dort wurde sie von Florenz Ziegfeld junior für eine Broadwayproduktion engagiert. Für ihre Auftritte in A Parlor Match sollte sie 1500 Dollar pro Woche bekommen und Ziegfelds Reklameapparat bereitete ihre Karriere in den USA gekonnt vor, so dass sie schon bei ihrer Ankunft am 15. September 1896 als Star gefeiert wurde. Am 21. September 1896 gab sie ihr Debüt in den USA im Herald Square Theatre in New York. Das Lied Won’t You Come and Play With Me? wurde zum Hit; nach der Premiere wurden die Pferde ihrer Kutsche ausgespannt und Bewunderer, die möglicherweise von Ziegfeld dafür bezahlt worden waren, zogen die Kutsche im Triumph durch die Stadt.
Ein Hoax, den Ziegfeld in Umlauf brachte, machte sie noch bekannter. Ziegfeld behauptete nämlich, sein Star bade täglich in Milch, habe aber eine Lieferung saurer Milch von einem Lieferanten erhalten, der gegen diese Unterstellung nun protestierte. Der Streit um dieses angebliche saure – und nicht bezahlte – Milchbad erschien mehrfach in den Schlagzeilen. Ein anderer Werbeeinfall Ziegfelds war es, zu verbreiten, Anna Held habe mit ihrem Fahrrad ein durchgehendes Pferd eingeholt, eingefangen, gebändigt und damit ein Menschenleben gerettet.
In den folgenden zwölf Jahren trat Anna Held regelmäßig in Ziegfeld-Produktionen auf.
Sie ließ sich schließlich von Carrera scheiden und verkündete im Freundeskreis, sie betrachte sich nun als mit Ziegfeld verheiratet. Zu einer offiziellen Eheschließung kam es aber nicht. Später kam es durch Ziegfelds Finanzgebaren und seine Beziehung zu Lilliane Lorraine zu einer Krise zwischen Anna Held und Florenz Ziegfeld. Dieser heiratete schließlich 1914 Billie Burke.
1897 war Anna Held in La Poupee zu sehen, 1899 in Papa’s Wife, 1901 in The Little Duchess, 1903 in Mam’selle Napoleon, 1904 in Higgledy Piggledy, 1906 in The Parisian Model und 1908 in Miss Innocence (1908). Nachdem sie sich 1912 von Ziegfeld getrennt hatte, arbeitete sie weiterhin als Vaudeville-Star. 1916 trat sie in Follow Me auf, einer Produktion der Ziegfeld-Rivalen Shubert Brothers, im selben Jahr kam auch der Film Madame la Presidente heraus, in dem sie eine Rolle spielte.

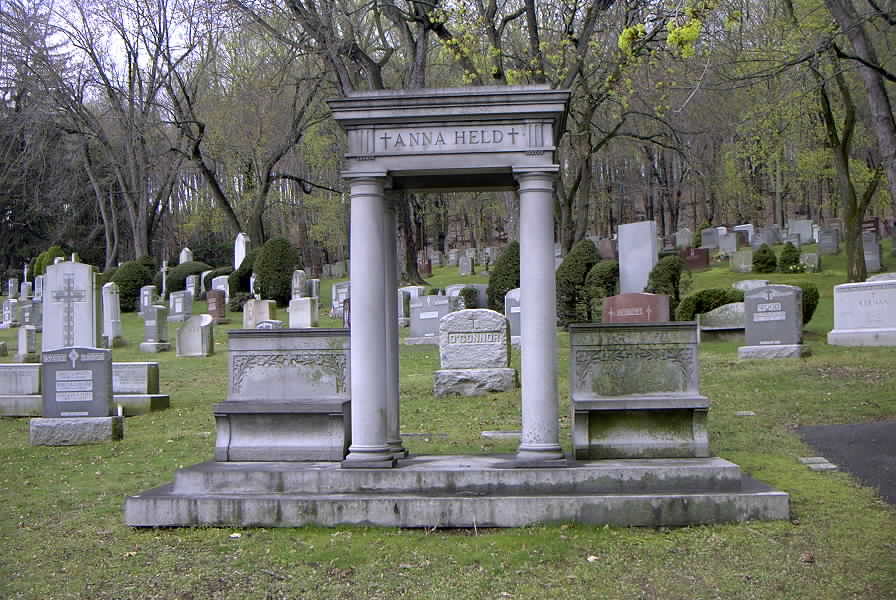
Anna Helds Grab

In den letzten sechs Monaten ihres Lebens litt Anna Held an Krebs. Sie starb im Hotel Savoy in New York und wurde auf dem Gate of Heaven Cemetery in Hawthorne im Westchester County bestattet.

## Nachleben
Anna Held wurde in dem 1936 produzierten Film Der große Ziegfeld von Luise Rainer verkörpert, die für diesen Auftritt einen Oscar als Beste Hauptdarstellerin erhielt. Anna Helds Tochter Liane Carrera richtete 1976 ein Anna-Held-Museum in San Jacinto ein.

## Filmografie
- 1910: The Comet
- 1916: Madame la Presidente